# Tao Yuanming

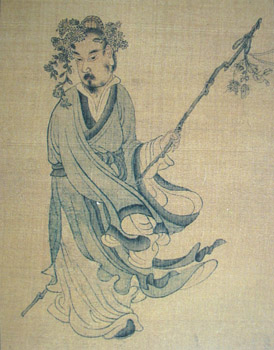
Porträt von Tao Qian, gemalt von Chen Hongshou (1599–1652)

Tao Yuanming (chinesisch 陶淵明 / 陶渊明, Pinyin Táo Yuānmíng) oder Tao Qian (陶潛 / 陶潜,  Táo Qián; * 365, nach anderen Quellen 372; † 427), auch als Meister von den fünf Weiden (五柳先生,  Wǔ liǔ xiānsheng) bekannt, war ein berühmter chinesischer Dichter während der Östlichen Jin-Dynastie.

## Leben
365 wurde Tao Yuanming als Sohn einer verarmten Offiziersfamilie geboren. Über seine Jugend ist wenig bekannt; 393 übernahm er einen subalternen Posten in der Bezirksverwaltung von Pengze. Wegen der Überheblichkeit einiger ihm vorgesetzter Aristokraten zog er sich bereits zwei Jahre später, mit dreißig Jahren, auf sein Anwesen zurück, um dort Landwirtschaft zu treiben.
399 trat er in die Dienste des Provinzgouverneur Huan Xuan, der sich insbesondere durch sein hartes Durchgreifen bei der Unterdrückung von Bauernaufständen hervortat. Nicht zuletzt deshalb lief Tao bald in das Lager von Huans letztlich siegreichem Gegenspieler, Liu Xu, über. Nachdem er eine Weile für Liu gearbeitet hatte, zog sich Tao schließlich 405, von Falschheit und Korruption angewidert, erneut, diesmal für immer, auf sein Landgut zurück. Dort umgab er sich mit ausgewählten Freunden, darunter auch Buddhisten und Taoisten, und widmete sich ganz der Literatur.
Eine besondere Leidenschaft hegte Tao Yuanming, wie viele große chinesische Dichter, für berauschende Getränke. Dies veranlasste ihn auch, während eines kurzen Zwischenspiels im Amt den Gemeindeacker vollständig mit Schnapsreis zu bepflanzen; erst seine Frau sollte ihn dazu bewegen, ein Sechstel der Fläche dem Speisereis zu widmen. Ironischerweise hatte sich sein Urgroßvater Tao Kan, ein hoher kaiserlicher General der Östlichen Jin-Dynastie, gerade durch die rigide Bekämpfung jeglichen Alkoholgenusses in der Truppe einen Namen gemacht.

## Werk

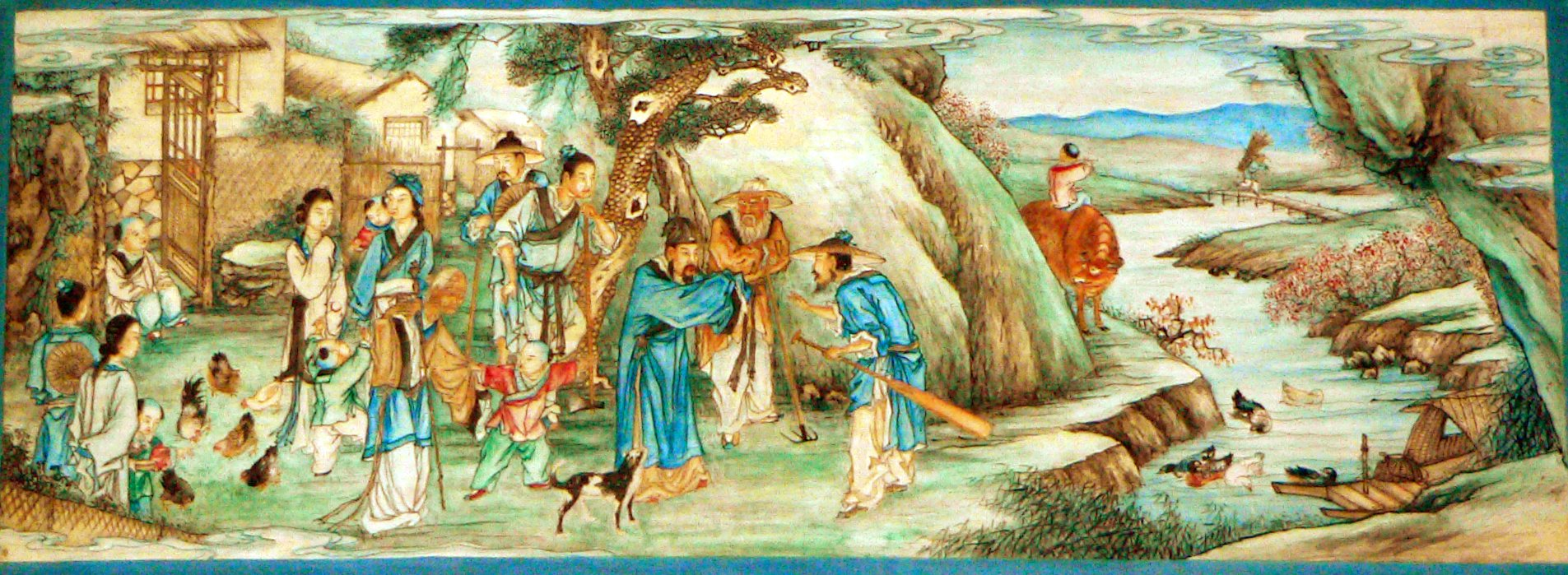
Pfirsichblütenquell 桃花源記

Tao Yuanming hat ein vergleichsweise schmales Œuvre von lediglich etwa hundert Gedichten sowie einigen Biographien und Opferreden hinterlassen.

Tao Yuanming genießt Chrysanthemen; Tuschbild von Huang Shen (1687–1768)

Zentrales Thema ist dabei der Rückzug von der Welt. Insbesondere seine Heimkehr auf sein Landgut hat er häufig in Gedichten thematisiert: „Der wandernde Vogel sehnt heim sich zum Walde, dem Fisch im Teich bleibt unvergesslich sein See.“, heißt es etwa in „Zurück zum Landleben“ (Guīyuántiánjū, 歸園田居 / 归园田居). Berühmt geworden ist auch die Szene im „Poem von der Heimkehr“ (Guīqùláicí, 歸去來辭 / 归去来辞), wo des Dichters Kinder ihren Vater am Ostzaun seines Anwesens empfangen und dieser dort eine Chrysantheme pflückt, in China das Symbol der vornehmen Zurückgezogenheit. Vielfach wurde sie später von Kunst und Literatur aufgegriffen.
Eines von Taos berühmtesten Werken ist die ursprünglich als Vorwort zu einem Gedicht verfasste „Aufzeichnung vom Pfirsichblütenquell“ (Táohuāyuán jì, 桃花源記 / 桃花源记): Ein Fischer aus Wuling rudert ein Flüsschen hinauf und gerät in einen Pfirsich-Hain. Dem Wasserlauf bis zur Quelle folgend entdeckt er am Ende des Hains eine Felsspalte. Er dringt in die Spalte ein und gelangt so in ein fruchtbares Land, wo ihn frohe, muntere und hilfsbereite Menschen mit offenen Armen empfangen und freigiebig bewirten. Bereits in den schrecklichen Zeiten des Hauses Qin hätten sich ihre Vorfahren hierher zurückgezogen. Seither lebten sie hier abgeschieden, aber in Glück und Frieden. Sie bitten den Fischer, nach seiner Rückkehr niemandem von ihrer Existenz zu erzählen. Der verrät das Geheimnis, doch können später weder die Truppen des Provinzgouverneurs noch der lautere Gelehrte Liu Ziqi den Zugang zu der paradiesischen Landschaft finden.
Im Gedächtnis geblieben ist Tao Yuanming insbesondere auch durch seinen zwanzigteiligen Gedichtzyklus „Beim Wein“ (Yīnjiǔ, 飲酒 / 饮酒), in dem es um Trunkenheit und Nüchternheit, aber auch um Ruhm und Rückzug geht.

## Bewertung
Tao Yuanmings Dichtung kann verstanden werden als Protest eines Menschen, der der Welt zugewandt ist, dem jedoch nur der Rückzug von ihr übrigbleibt. Seine Dichtung ist von einfachem Stil und schnörkellos und in ihr verkörpert sich der Typus des von der Welt unverstandenen Einsamen.
Seinen Zeitgenossen galt Tao relativ wenig, in Zhong Hongs Literaturgeschichte Shipin wird er etwa ausdrücklich als „zweitklassig“ bezeichnet. Dreihundert Jahre später pries ihn freilich der berühmte Tang-Poet Li Bai als „unvergleichlich und unerreichbar“. Der bedeutende Song-Dichter Su Dongpo verehrte ihn gar so sehr, dass er sich als Tao Yuanmings Reinkarnation betrachtete. Für seine Dichtungen wird Tao bis heute in China hoch geschätzt, vonseiten der Kommunisten war die seinem Werk angeblich anhaftende „antifeudalistische“ Note hervorgehoben worden.
Siehe auch: Chinesische Naturlyrik

## Schriften
- Prosa und Gedichte (Teil 1); Gedichte (Teil 2); Gedichte (Teil 3). Aus dem Chinesischen von Ernst Schwarz. In: Hefte für ostasiatische Literatur. Nr. 5, 1986, S. 9–23; Nr. 7, 1988, S. 41–51; Nr. 8, 1989/1, S. 63–76.[1]